# Nikolaus Riehl
Nikolaus Riehl (ur. 11 maja?/24 maja 1901 w Petersburgu, zm. 2 sierpnia 1990 w Monachium) – niemiecki fizyk atomowy i radiochemik.

## Życiorys
Urodził się w rodzinie głównego inżyniera fabryki Siemens & Halske. Do 1919 mieszkał w Rosji, później repatriował się do swojej historycznej ojczyzny, mieszkał w Berlinie, w 1927 ukończył fizykę na Uniwersytecie Berlińskim. Pracował w dziale radiobiologicznym firmy Auergesellschaft w Berlinie, w 1937 został kierownikiem tego działu, w 1938 uzyskał stopień doktora. Podczas wojny pracował w tajnej fabryce w Oranienburgu jako ekspert od produkcji czystego uranu metalurgicznego dla reaktorów atomowych, otrzymał tytuł profesora. Gdy w połowie maja 1945 do Berlina przybyła grupa naukowców atomowych znających język niemiecki w towarzystwie oficerów NKWD kierowanych przez zastępcę ludowego komisarza spraw wewnętrznych ZSRR Zawieniagina, w skład której wchodzili fizycy atomowi ubrani w mundury pułkowników, m.in. Gieorgij Florow, Isaak Kikoin, Julij Chariton i Lew Arcymowicz, N. Riehl dobrowolnie zgodził się im pomóc. Wyjechał wraz z nimi do Oranienburga, gdzie znajdowała się główna niemiecka fabryka do produkcji czystego uranu dla reaktorów, a która została całkowicie zniszczona przez amerykańskie bombardowania na kilka dni przed końcem wojny; uszkodzone szczątki tego zakładu zostały rozebrane przez stronę radziecką i wywiezione do ZSRR. W innym niemieckim mieście znaleziono magazyn surowców uranowych, w tym prawie sto ton tlenku uranu, w innym małym niemieckim mieście znaleziono 12 ton uranu. Wkrótce grupa niemieckich naukowców kierowanych przez Riehla udała się dobrowolnie do Moskwy w związku z tym, że niemieccy fizycy atomowi znajdujący się w brytyjskiej i amerykańskiej strefie okupacyjnej zostali aresztowani i na ponad rok osadzeni w brytyjskim więzieniu bez prawa do korespondencji.
W lipcu 1945 grupa naukowców kierowanych przez Riehla przystąpiła do przekształcania zakładu w pobliżu Nogińska (wymienianego w dokumentach NKWD jako „Budowa 713”) w zakład uranowy. Od 1945 do 1950 Riehl pracował w tym zakładzie jako kierownik laboratorium naukowego, biorąc udział w radzieckim programie atomowym; pod koniec 1945 rozpoczęto tam przetwarzanie tlenku uranu w czysty metaliczny uran. Do 1950 produkcja czystego uranu w tym zakładzie wyniosła jedną tonę dziennie. 29 października 1949 wraz z innymi naukowcami zaangażowanymi w radziecki program atomowy N. Riehl otrzymał tytuł Bohatera Pracy Socjalistycznej i Order Lenina. Przyznano mu też Nagrodę Stalinowską. Od 1950 do 1952 był kierownikiem naukowym „Laboratorium B”. Po śmierci Stalina i odsunięciu Berii w ZSRR zniknęła potrzeba dalszego utrzymywania niemieckich naukowców i w związku z tym, po prośbie kanclerza RFN Adenauera niemieccy naukowcy, w tym Riehl, uzyskali możliwość powrotu do Niemiec; Riehl wrócił tam w 1955 i został profesorem Uniwersytetu Technicznego w Monachium. Po powrocie otrzymał od władz ZSRR pieniężną kompensację za udział w radzieckim projekcie atomowym. W latach 1955–1957 był kierownikiem budowy eksperymentalnego reaktora atomowego w Monachium. Został dziekanem Wydziału Fizyki i Techniki Uniwersytetu w Monachium. Napisał ponad 200 prac naukowych.